# Serhij Snytko
Serhij Mykołajowycz Snytko, ukr. Сергій Миколайович Снитко (ur. 31 marca 1975 w Kerczu, Ukraińska SRR) – ukraiński piłkarz, grający na pozycji pomocnika, reprezentant Ukrainy.

## Kariera piłkarska

### Kariera klubowa
Wychowanek Szkoły piłkarskiej w Kerczu. Trener S.Szaferow. W 1992 rozpoczął karierę piłkarską w miejscowym klubie Wojkowec Kercz, skąd w 1994 przeszedł do Jaworu Krasnopole. W 1997 wyjechał do Rosji, gdzie bronił barw klubów Szynnik Jarosław, Czernomoriec Noworosyjsk i Kubań Krasnodar. W 2005 powrócił do Ukrainy, gdzie został piłkarzem Tawrii Symferopol. Po występach w zespole Naftowyk-Ukrnafta Ochtyrka latem 2009 przeniósł się do Wołyni Łuck. W listopadzie po zakończeniu rundy jesiennej za obopólną zgodą kontrakt został anulowany, po czym piłkarz postanowił zakończyć karierę piłkarską.

### Kariera reprezentacyjna
26 lutego 2001 debiutował w drużynie narodowej Ukrainy w przegranym 0:1 meczu towarzyskim z Rumunią. Łącznie rozegrał 2 gry reprezentacyjne.

## Sukcesy i odznaczenia

### Sukcesy klubowe
- mistrz Drugiej Lihi Ukrainy: 1995
- wicemistrz Rosyjskiej Pierwszej Dywizji: 2002, 2003
- finalista Pucharu Rosyjskiej Premier Ligi: 2003